# Villar de San Pedro
Villar de San Pedro (en asturiano: El Villar de San Pedro y oficialmente) es una aldea perteneciente a la parroquia de La Ronda, en el concejo de Boal, comarca de Eo-Navia, Principado de Asturias, España.
Cuenta con una población de 16 habitantes (INE, 2021) y se encuentra a unos 500 m de altura sobre el nivel del mar. Dista unos 9 km de la capital del concejo, tomando primero desde ésta la carretera regional AS-12 en dirección a Grandas de Salime, y desviándose después en San Luis por la carretera local de 2.º orden BO-2.